# اریستوبولوس یکم
اریستوبولوس یکم (یونانی: Ἀριστόβουλος; ۱ ژانویهٔ ۰۲۰۰ – c. 103 BCE) اولین پادشاه حشمونیان از 104 پ.م تا زمان مرگش در 103 پ.م بود. او بزرگ‌ترین پسر از پنج پسر هورکانوس، رهبر قبلی یهودیان بود.  در «چهارصد و هشتاد و سه سال و سه ماه» یک فرمانروای مطلق  را از بازگشت از اسیران یهودی در بابل ایجاد کرد. اریستوبولوس اولین پادشاه عبری بود که هم عنوان کاهن اعظم (یهودیت) و هم سلطنت را مدعی شد.